# Ŋ̋
Cette page contient des caractères spéciaux ou non latins. S’ils s’affichent mal (▯, ?, etc.), consultez la page d’aide Unicode.
Ŋ̋ (minuscule : ŋ̋), ou eng double accent aigu, est un graphème utilisé dans l’écriture du dan de l’Est. Il s’agit de la lettre eng diacritée d’un double accent aigu.

## Représentations informatiques
L’eng double accent aigu peut être représenté avec les caractères Unicode suivants :
- décomposé (latin étendu B, diacritiques)[1],[2]

| formes    | représentations | chaînes de caractères | points de code | descriptions                                               |
| --------- | --------------- | --------------------- | -------------- | ---------------------------------------------------------- |
| capitale  | Ŋ̋               | Ŋ◌̋                    | U+014A U+030B  | lettre majuscule latine eng diacritique double accent aigu |
| minuscule | ŋ̋               | ŋ◌̋                    | U+014B U+030B  | lettre minuscule latine eng diacritique double accent aigu |